# パトリック・マシアス
パトリック・マシアス(Patrick Macias 1972年 - )はアメリカの著作家、編集者である。主に日本のアニメ・マンガ・特撮など、サブカルチャーに関する活動を行っている。

## 概要
カリフォルニア州サクラメント出身。
6歳の時、「Star Blazers」というアニメ(アメリカで独自に編集された宇宙戦艦ヤマト)を見たことがきっかけで、日本の文化、特にオタク文化に興味を持ち始めた。その後、アメリカで1980年代に放送された日本の特撮映画やアニメから強い影響を受け、「日本って国はよっぽどすごい国に違いない」と思い、サクラメントの仏教寺院で日本語を勉強し始めた。
19歳のときにサンフランシスコに引っ越して、タウン誌で映画批評を書き始める。
その後、1997年に日本のマンガの英語版の出版を始めた会社ビズメディアで、ライター兼エディターとして働き始めた。
彼の日本での代表作は『オタク・イン・USA―愛と誤解のAnime輸入史』である。アメリカでの日本アニメやマンガのブームを「アメリカ人もアニメや漫画が好きなんですよ」というテーマで、オタクらしいマニアックなネタを盛り込みつつ解説した。また、この作品は、アメリカ在住の映画評論家、町山智浩からの協力を得ながら書かれたもので、町山は日本語翻訳も手掛けている。
2010年～2013年、K'z Stationインターネット配信番組のOtaku-Verse-Zeroで声優の浅川悠と共演した。
現在は出版社jaPressの共同所有者とOtaku USAの編集長として働いている。

## 著書
- 「Fresh Pulp: Dispatches from the Japanese Pop Culture Front (1997-1999)」（VIZ Media LLC、1999年）
- 「Japan Edge: The Insider's Guide to Japanese Pop Subculture」（VIZ Media LLC、1999年）
- 「TokyoScope: The Japanese Cult Film Companion」（VIZ Media LLC、2001年）
- 「Anime Poster Art: Japan's Movie House Masterpieces」（DH Publishing、2003年）
- 「Cruising The Anime City: An Otaku Guide To Neo Tokyo」（町山智浩との共著 Stone Bridge Pr、2004年 ）
- 『オタク・イン・USA―愛と誤解のAnime輸入史』[単行本]（町山智浩編・訳、太田出版、2006年）
- 「Japanese Schoolgirl Inferno: Tokyo Teen Fashion Subculture Handbook」（ Chronicle Books LLC、2007年）
- 『オタク・イン・USA―愛と誤解のAnime輸入史』（町山智浩編・訳、ちくま文庫、2013年）